# Barry Blitt
Barry Blitt (Côte Saint-Luc, Quebec; 30 de abril de 1958) es un artista, dibujante e ilustrador estadounidense conocido por sus portadas de New Yorker y como colaborador habitual de la página de opinión de The New York Times. Este aetista crea sus obras con pluma y tinta tradicionales, así como con acuarelas.

## Biografía

### Primeros años y educación
Creció en Côte Saint-Luc, Quebec, un municipio de la isla de Montreal. El primer crédito de publicación del artista llegó a los 16 años: una serie de dibujos en el anuario de Philadelphia Flyers en 1974. Se graduó de la Facultad de Arte y Diseño de Ontario en 1982 y se mudó a los Estados Unidos en 1989.

### Trabajos
Comenzó a dibujar caricaturas políticas en la revista Toronto Magazine. Trabajó durante diez años en Entertainment Weekly dibujando caricaturas de celebridades de media página.
En 1993 comenzó a contribuir a The New Yorker. El trabajo de ilustración de Blitt también ha aparecido en publicaciones como Vanity Fair, Rolling Stone, The Atlantic y otras.
El artista también es conocido por ilustrar la columna de opinión dominical de Frank Rich en The New York Times. Con respecto a ese trabajo, se cita a Rich diciendo: «Es una colaboración a larga distancia, yo en la ciudad de Nueva York, Barry en Connecticut, pero una de las más satisfactorias que he tenido en mi carrera».
Muchas de las portadas del New Yorker con Blitt apareciendo han sido finalistas de la Portada del año de la Sociedad Estadounidense de Editores de Revistas, incluidas, en 2008, Narrow Stance y I'll Get It!, First Anniversary en 2010 y The Book of Life en 2012.
A Blitt también se le atribuye el diseño de animación de Saturday Night Live.

### Premios y honores
Blitt ganó el Premio Pulitzer 2020 por dibujos animados editoriales por su estilo de acuarela y suaves caricaturas de las personalidades y políticas que vienen de la Casa Blanca de Donald Trump.
Otros premios y honores que Blitt ha recibido incluyen:
- Premio Les Usherwood Lifetime Achievement Award 2016.[11]
- Portada del año por Deluged publicado por The New Yorker, otorgado por The American Society of Magazine Editors (2006).[12]
- Club de Directores de Arte, Salón de la Fama (2012).[8]
- Obra expuesta en el Museo Norman Rockwell de Stockbridge, el Museo Real de Ontario y el Museo de Ilustración Estadounidense de Nueva York.[2]

### Controversia
La portada del New Yorker de 2008 de Blitt que muestra a Michelle y Barack Obama de pie en la Oficina Oval fue calificada de «insípida y ofensiva» por el portavoz de la campaña de Obama, Bill Burton. Un portavoz de campaña del senador John McCain también condenó el arte. En la portada se muestra a Obama vistiendo ropas musulmanas tradicionales, como sandalias, bata y turbante. Su esposa, Michelle, se muestra vestida con camuflaje, botas de combate y tiene un rifle de asalto al hombro. Detrás de ellos, una bandera estadounidense arde en la chimenea. Titulada La política del miedo, la portada satirizaba los rumores sobre Obama y su esposa mientras se postulaba para la presidencia.
El controvertido arte fue cubierto por numerosos medios de comunicación, incluidos Los Angeles Times, PBS y otros. En defensa del arte, Eric Bates de Rolling Stone fue citado diciendo: «No creo que (The New Yorker) haya cruzado la línea. Me preguntaría si hay mucho que cruzar. Creo que su intención era claro, pero creo que está claro por la respuesta que mucha gente no entendió el chiste». El New York Times la calificó como la imagen más memorable de la campaña presidencial de 2008 y Françoise Mouly editora de arte del New Yorker, dijo que estaba «extremadamente orgullosa» de la pieza. Con respecto a la controversia, se citó a Blitt diciendo «Cada vez que produzco una portada, siempre me arrepiento después».
La portada fue parodiada ese mismo año por Entertainment Weekly, con una fotografía de Jake Chessum con Jon Stewart y Stephen Colbert.
A pesar de la polémica y la condena de la campaña de Obama, tras asumir el cargo el presidente este eligió una de las portadas del New Yorker de Blitt para colgarla en la Casa Blanca. La portada muestra al presidente eligiendo al perro de la familia al mismo tiempo que investiga a los candidatos para su gabinete de seguridad nacional. Además, el presidente Obama solicitó y recibió una portada de New Yorker firmada por el artista, que representa al presidente caminando sobre el agua.